# Brenthis taccanii
Brenthis taccanii är en fjärilsart som beskrevs av Turati 1932. Brenthis taccanii ingår i släktet Brenthis och familjen praktfjärilar. Inga underarter finns listade i Catalogue of Life.